# Dương Trung, Trấn Giang
Dương Trung (giản thể: 扬中市; phồn thể: 揚中市; bính âm: Yángzhōng Shì) là một thành phố cấp huyện thuộc địa cấp thị Trấn Giang, tỉnh Giang Tô, Trung Quốc. Thành phố này có diện tích 332 km², dân số 343.900 người.

## Lịch sử
Thời nhà Thanh lập dinh Thái Bình, thuộc phủ Trấn Giang. Năm 1914 trùng tên với huyện Thái Bình của An Huy nên đổi tên thành huyện Dương Trung. Năm 1994 lập thành phố trên cơ sở huyện.

## Giao thông
Thành phố này cách Tần Châu và Dương Châu qua Trường Giang, đi lại bằng thuyền.

## Hành chính
Thành phố Dương Trung được chia thành 5 trấn: Tam Mao, Tân Bá, Du Phường, Lục Kiều, Tây Lai Kiều. Trấn Tam Mao có diện tích 133,19 km², dân số 130.000 người.